# 本丸
本丸（ほんまる）とは、日本の城の中核となる曲輪（くるわ）の名称である。一の曲輪・本曲輪・一の丸（『日葡辞書』）とも称される。中世城郭では、本城、実城（みじょう）、詰丸などと呼ばれ、城によって呼び名が異なる。日本の中世考古学においては主郭（しゅかく）と呼称される。
また、比喩的に、物事の本質、組織の中核を指すために用いることがある。

## 用途

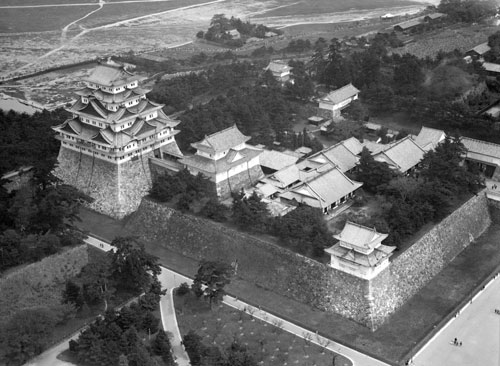
近世城郭（平城）の本丸（名古屋城。1933年ごろ）

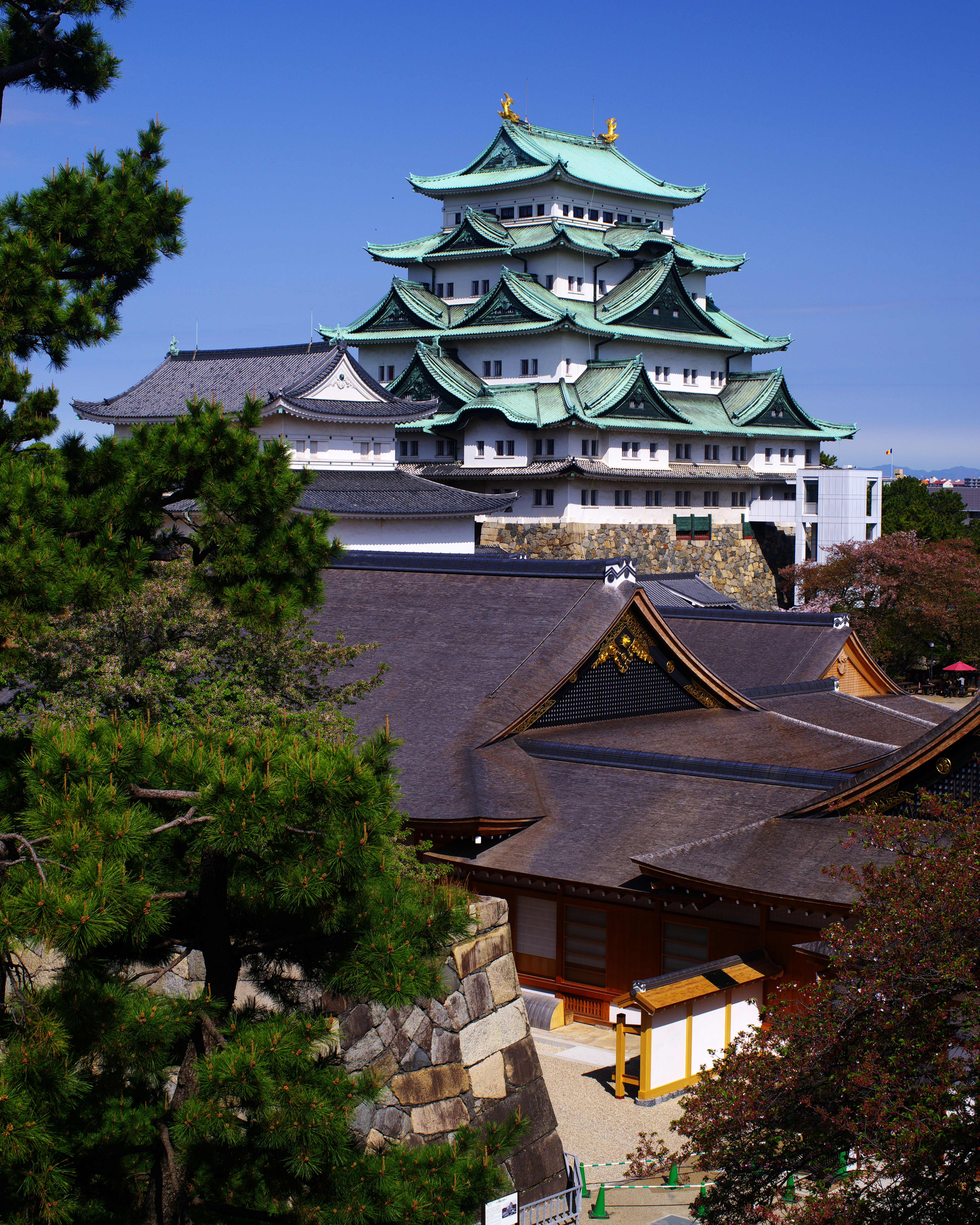
復元された名古屋城の本丸御殿と天守（2018年4月）

中世の山城では、本丸に当たる主郭に大将が居する陣屋を置き、戦時や城に立て篭もるときは麓の館から主郭の陣屋に入って指揮を執った。
近世における本丸は、城主とその家族が暮らす奥御殿と政庁である表御殿を置き、必要に応じて重層な天守や櫓を建て並べ、城主の権威の象徴として、また最後の守りとしての体裁を持った。また、本丸の内または本丸と別に、天守のある小規模な曲輪を形成している場合もあり、天守曲輪または天守丸と称した。
一方で、そうした本丸の機能を二の丸や三の丸などに置き、本丸には櫓や天守などの防御施設だけを建てて日常生活が可能な屋敷を置かずに簡素化したり、面積を狭くして戦時における詰の丸としての機能だけをもたせる場合もあった。

### 本丸の御成御殿
特殊な用途として、江戸時代の大坂城や名古屋城、淀城、宇都宮城、川越城などのように、本丸に置かれた御殿を将軍が「御成」の際の宿泊所として使用するため、本来の城主は本丸以外の曲輪に別の御殿を置いて、そこで政務や日常生活をしていた例もあった。名古屋城や淀城の場合は、おもに将軍が京都に上洛する際の宿泊所として、宇都宮城の場合は日光東照宮に参詣の将軍が御成の際に宿泊した。大坂城の場合は江戸の徳川将軍家が直接の城主であったため、普段は幕府派遣の大坂城代とその部下たちが西ノ丸や二の丸に詰めていた。こうした徳川将軍の御成専用の本丸御殿は「御成御殿」と呼ばれていた。

## 現状
現存する本丸御殿は非常に少なく、高知城、川越城、松前城などである。この中で、高知城の本丸は天守、御殿、城門、櫓、塀がそろって現存する例である。